# Henri Rouzaud
 (décembre 2024).
Si vous disposez d'ouvrages ou d'articles de référence ou si vous connaissez des sites web de qualité traitant du thème abordé ici, merci de compléter l'article en donnant les références utiles à sa vérifiabilité et en les liant à la section « Notes et références ».
Pour les articles homonymes, voir Rouzaud.
Henri-Pierre Rouzaud, né le 14 novembre 1855 à Axat (Aude) et mort le 17 juillet 1935 à Narbonne (Aude), est un professeur et homme politique français. Docteur en sciences, maitre de conférences à la faculté de Montpellier, il est aussi viticulteur. Conseiller municipal de Montpellier, il est député de l'Aude de 1893 à 1898, siégeant chez les républicains. Il ne se représente pas en 1898 et devient percepteur à Narbonne.

## Biographie
Professeur à la faculté de sciences de Montpellier, et homme politique : conseiller municipal de Montpellier, député de l'Aude (Républicain-Modéré) 1893-1898. Archéologue français qui a effectué des recherches dans le Narbonnais à la fin du XIXe siècle et au début du XXe siècle, notamment à Montlaurès (entre 1899 et 1922, avec le concours de E. Pottier en 1909).
Il a fait de nombreuses communications sur ses recherches et ses inventions à la commission archéologique et lLittéraire de Narbonne. Ses recherches se sont portées d'abord sur Narbonne : cimetière de l'Est, monuments funéraires du chemin de Coursan, tracé de la voie Domitienne, inscriptions romaines près de la Tour Gilles Aycelin ou avenue de l'Hérault, vestige des remparts romains.
Puis, il s'est orienté vers les débouchés de la ville : études sur le delta de l'Aude et sur le Rubrésus, sur les ports antiques de Narbonne, sur l'utilisation de la Robine et du canal de Sainte-Lucie, sur le port des Galères, sur l'Île de Saint-Martin.
Rouzaud est à l'origine de la découverte de l'oppidum de Pech Maho en 1913. Dans les années 1920, il traitait du « trésor de Peyriac-de-Mer » et effectuait des fouilles sur le site d'Ensérune.
Son nom reste attaché plus encore au site de Montlaurès, voisin de Narbonne où, de 1906 à la fin de ses jours, il vint plusieurs fois par mois, le dimanche, scruter les pierres de la butte célèbre, examiner le sol de sa garrigue et des vignes voisines, prolonger ses recherches vers Bougna, Védilhan ou la bergerie de Caritats, entraînant dans sa passion de la découverte le personnel permanent ou saisonnier, français ou espagnol, du domaine voisin.
Chercheur méticuleux il a recueilli, au cours de ses fouilles, un nombre considérable de monnaies, de tessons et de nombreux autres objets dont il a consigné la description dans des Cahiers dont les copies sont conservées à la bibliothèque municipale de Narbonne.
Le 6 mai 1969 la ville de Narbonne a baptisé l'une de ses rues (anciennement rue des Jardins) à son nom.

« [...] Le choix du site où s'élèvera la plaque qui porte son nom ne pouvait être meilleur. L'extrémité de la rue borde les emplacements de ce qui fut, sous Rome, la partie résidentielle de la ville. La découverte, ces dernières années, de mosaïques rue Suffren, rue Baliste, route d'Armissan en témoigne, l'Amphithéatre était tout proche et la Cité à laquelle conduit la rue, porte le nom de « Cité des Arènes Romaines ». Il s'y attache en outre des souvenirs qui ne laissent point insensibles ses descendants et ses amis : « ces jardins » qu'évoquait le nom précédent de cette rue n'étaient-ils pas ceux qu'il avait patiemment acquis pour y effectuer librement ses recherches ?

Décidément, le nom d'Henri Rouzaud est ici bien à sa place. »

— Extrait de l'allocution prononcée par le Général Jean Balmitgère, président de la commission archéologique, lors de l'inauguration, à Narbonne, le 6 mai 1969, de la rue Henri-Rouzaud.

## Publications
- Journal des trouvailles archéologiques. Extrait du relevé concernant Montlaurès / H. Rouzaud, Bulletin de la commission archéologique de Narbonne t.31 : 1969, éditeur : Commission archéologique et littéraire de Narbonne, 1970
- Notice du trajet réel de la voie Domitienne de Narbonne à Salses, Bulletin de la Commission archéologique de Narbonne, 1915.
- Sur les vases d'Arezzo trouvés à Narbonne, Bulletin archéologique du comité des travaux historiques et scientifiques, 1917.
- Rémy Cazals et Daniel Fabre, Les Audois: dictionnaire biographique, Association des amis des Archives de l'Aude Fédération audoise des oeuvres laïques Société d'études scientifiques de l'Aude, 1990 (ISBN 978-2-906442-07-8)
- Jean Fourié, Essai de nomenclature des Audois célèbres, Espéraza 1975.
- Jean-Louis Escudier, Viticulture et politique en Languedoc, l'Action d'Adolphe Turrel, ministre de la IIIe République, Les Presses du Languedoc, 1995. (ISBN 2-85998-146-2).
- Jean-Louis Escudier, Edmond Bartissol, 1841-1916, CNRS Éditions, 2000,  (ISBN 2-271-05798-1).